# Вера Бритн
Вера Мери Британ (29. децембар 1893) је била добровољна медицинска сестра, писац и феминисткиња. Њени мемоари из 1933. године, који су познати под називом Свједочанство младости, говоре о њеним доживљајима из Првог свјетског рата.

## Биографија
Рођена у Њукаслу под Лајмом, у фамилију власника фабрика папира, њени родитељи су били Томас Артур Бритаан (1864—1935) и Едит Бервон Британ (1868—1948). Имала је и старијег брата, Едварда. Када је имала 18 мјесеци, њена породица се преселила у Маклсфилд, а када је напунила 11 година, преселили су се у Дарбишир. Од своје 13 године, она похађа школу у Кингсвуду, гдје јој је тетка била директор.
Без обзира на примједбе свог оца, читала је енглеску књижевност на колеџу у Оксфорду. 1915. године она одлаже дипломирање на годину дана да би радила као медицинска сестра за добровољну помоћ (ВАД) током Првог светског рата, у почетку у Буктону и касније у Лондону, на Малти и у Француској. Њен вереник Роланд Леигхтон, блиски пријатељи Виктор Ричардсон и Геофреи Тхурлов, и њен брат Едвард Бритн били су убијени у рату. Њихова писма која су слали једни другима су документована у књизи "Писма из изгубљене генерације". У једном писму Леигхтон говори за своју генерацију волонтера јавних школа када пише да осећа потребу да игра активан део у рату.
Враћајући се у Оксфорд након рата да би изучавала историју, Бритну је било тешко прилагодити се животу у послератној Енглеској. Упознала је Винифреда Холбиа и развила блиско пријатељство. Веза је трајала до смрти Холби-а у 1935. Други књижевни савременици у били су: Дороти Л. Саиерс, Хилда Реид, Маргарет Кннеди и Силвиа Томсон.
1925. Бритн се удала за Георгеа Цатлина, политичара (1896—1979). Њихов син, Јохн Бритн-Цатлин (1927—1987), са којим је Вера имала компликовану везу, био је уметник, сликар, бизнисмен и аутор породичног квартета аутобиографије, који се појавио 1987. године. Њихова ћерка, рођена 1930. године је бивши министр рада, сада либерално-демократски вршњак, Ширлеи Вилиамс, једна је од "Банде Четворке" побуњеника десног крила Лабуристичке партије која је напустила СДП 1981. године.
Британски први роман, Тамна плима (1923), био је скандал у Оксфорду, нарочито код Сомервила. Године 1933. објавила је рад за који је постала позната, Тестамент младости, након чега је следио Тестамент пријатељства (1940) - поклон и биографија Винифред Холтби-а и Тестамент Доживљаја (1957), наставак сопствене приче, која је трајала између 1925. и 1950. године. Вера Бритн написала је из срца, базирајући многе њене романе о стварним искуствима и стварним људима. У вези с тим, њен роман Частна имовина (1936) био је аутобиографски, који се бавио неуспјешним пријатељством Бритна са романописацом Филис Бентлеијем, њеним романтичним осећањима за њеног америчког издавача Георга Брета и смрт њеног брата Едварда у акцији на Италијанском фронту 1918. године. Британски дневници од 1913. до 1917. Године објављени су 1981. године као Хроника младости. Неки критичари тврде да се Тестамент младих веома разликовао од Бритејиних писања током рата, указујући на то да је она више контролисала када је писала ретроспективно.
Двадесетих година 20. вијека постала је редовни говорник у име Савеза народних заједница, али је у јуну 1936. била позвана да говори на мировном скупу у Дорчестеру, где је поделила платформу са Диком Шепардом, Георгеом Лансбуриом, Лоренце Хоусман и Доналд Сопер. Послије тога, Шепард ју је позвао да се придружи Унији за заштиту мира. Након пажљивог размишљања од шест месеци, она је одговорила у јануару 1937. да каже да ће се придружити. Касније те године Британ се придружила англиканској пацифистичкој стипендији. Њен новоосновани пацифизам је дошао у први план током Другог светског рата, када је започела серију писама Миротвораца.
Она је била практични пацифиста радом као члан ватрогасне управе и путујући по земљи прикупљајући средстава за кампању у вези с набавком хране и других средстава за жртве рата. Била је критикована због говора против насилног бомбардовања немачких градова кроз њену књижицу Масакр бомбардовањем из 1944. године. 1945. године, Црна Књига Нациста од 3.000 људи који су одмах ухапшени у Британији након немачке инвазије укључивала је и њено име.
Од тридесетих година прошлог вијека, Бритн је давала редовни допринос пацифистичком магазину Новости Мира. Она је на крају постала члан уредничког одбора часописа, а током педесетих и шездесетих година прошлог века била је позната за писање чланака против апартхеида и колонијализма и за нуклеарно разоружање.
У новембру 1966. године, претрпела је пад у лоше освијетљеној лондонској улици на путу ка говорном ангажману. Она је присуствовала ангажману, али након тога је сазнала да је сломила лијеву руку и такође сломила мали прст десне руке. Ове повреде започеле су физички пад у коме је њен ум постао још збуњенији и повученији.
Вера Британат никада није у потпуности пребољела смрт свог брата Едварда у јуну 1918. године. Умрла је у Вимблдону 29. марта 1970. године, са 76. година. Она је тражила да јој се пепео распрши на гробљу Едварда на платоју Асиаго у Италији - "... скоро 50 година мој део срца је био на том талијанском сеоском гробљу" - и њена ћерка је испунила овај захтев у септембру 1970.

## Културно наслеђе
Глумила ју је Черил Кемпблл у телевизијској адаптацији ББЦ2 из 1979. године званој Тестамент омладине.
Текстописац и члан англиканске пацифистичке стипендисткиње групе, Сај Гилмураи написао је песму у Бритновом памћењу под називом "Вера".
Године 1998. Британова писма Првог светског рата уредили су Алан Бишоп и Марк Бостридге и објављена су под насловом Писма изгубљене генерације. Такође су адаптирали Бостридге за серију Радио Фоур са Амандом Роот и Руперт Гравес.
Дана 9. новембра 2008. ББЦ1 је емитовао документарни филм о Бритну у оквиру својих програма снимања Џо Бренда.
Архива Вере Бриттена продата је 1971. године Универзитету Макмастер у Хамилтону, Онтарио. Још једна збирка радова, набављена током писања овлашћене биографије Бритна, донирана је на Сомервилле Цоллеге, Оксфорд, од Паул Берија и Марк Бостридга.

## Изабрана библиографија
- 1923 - Мрачни талас
- 1933. - Тестамент младости
- 1936 - Поштована имања
- 1940. - Тестамент пријатељства
- 1944 - Семе хаоса (масакр бомбардовањем: наслов САД-а)
- 1957. - Тестамент искуства
- 1998 - Писма из изгубљене генерације, уредили Алан Бишоп и Марк Бостридге

## Галерија
- Шеталиште "Вера Британ" у Хамбургу
- Едвард Бритн
- Обала "Вера Бритн"
- Плакета Британ-Холтби